# GR96 i Grønland
GR96 er det grundlæggende 3D-grønlandske referencesystem. Det er bestemt ud fra punkterne i REFGR reference-nettet, som er givet i den globale referenceramme 
Det grønlandske referencesystem GR96 er bestemt ud fra et globalt referencesystem, som anvendes i forbindelse med opmåling med GPS.
Rent praktisk er GR96 bestemt ved, at punkterne i referencenettet REFGR er opmålt med GPS, og koordinaterne er beregnet ud fra internationale permanente GPS-referencestationer. Koordinaterne for disse stationer er givet i den globale referenceramme ITRF94 til tidspunktet 15/8 1996 - ITRF står for International Terrestrial Reference Frame.
Denne referenceramme og dette tidspunkt er valgt, fordi de første punkter blev opmålt i august 1996 og den aktuelle referenceramme på det tidspunkt var ITRF94. 
Koordinaterne for REFGR-punkterne er altså "fastlåst" til tidspunktet 15/8 1996 i ITRF94, hvilket definerer referencesystemet GR96, som er det grundlæggende 3D-referencesystem i Grønland. Alle målinger i forhold til dette system vil referere til nævnte tidspunkt og referenceramme.
Nøjagtigheden for REFGR-punkter, der er målt i længst tid og som dermed kan bestemmes bedst, er 1-2 cm. De resterende punkter kan forventes at have en nøjagtighed på 3-4 cm.
Udbredelse af GR96 til triangulationsnettet
Ca. 100 punkter i triangulationsnettet er også målt med GPS og er således også en del af REFGR-nettet. De GPS-bestemte koordinater for disse 100 punkter er meget mere nøjagtige end koordinaterne bestemt på baggrund af triangulationen.
Når GPS-koordinaterne introduceres i en genberegning af triangulationsnettet, får man således en langt bedre bestemmelse af alle triangulationspunkter. Samtidig overføres GR96 til triangulationspunkterne, så man dermed har et net på ca. 6000 punkter, som er opdateret til det nyeste referencesystem GR96.
Nøjagtigheden af de genberegnede triangulationspunkter er ca. 25 cm for punkter, som ligger i centrale dele af netværket og som dermed er bedst bestemt. Punkter i udkanten af netværket har en nøjagtighed på op til ca. 75 cm.